# Galerija Klovićevi dvori
Javna ustanova Galerija Klovićevi dvori u Zagrebu specijalizirana je muzejska ustanova (umjetnički muzej) s državnim djelokrugom. Galerija je tematski vezana uz područje likovnih umjetnosti.

## Povijest
Ustanova je smještena u zdanje starog nekadašnjeg isusovačkog samostana iz 17. stoljeća. Galerija je djelovala u sastavu Muzejsko galerijskog centra u sklopu kojeg je bio i Muzej Mimara. Godina osnutka Galerije je 1980., a prostor na Jezuitskom trgu 4 otvoren je 1982. godine. Krajem devedesetih godina 20. stoljeća u skladu s novim propisima dolazi do podjele MGC-a na Muzej Mimara i Galeriju Klovićevi dvori. Galerija Klovićevi dvori počinje djelovati kao javna ustanova 1999. godine. U nadležnosti Galerije su izložbeni prostori u Kuli Lotrščak i Galerija Gradec.
Dana 8. studenoga 2012. otvorena je izložba „Julije Klović – najveći minijaturist renesanse” kojom Galerija Klovićevi dvori obilježava tridesetu obljetnicu uspješnoga djelovanja. Izložbom je prvi put na jednome mjestu ponuđeno tridesetak najznačajnijih Klovićevih radova nastalih tijekom 50 godina njegova bogatoga umjetničkog stvaralaštva.

## Djelatnost
Djelatnost Galerije definirana je zakonskom legislativom vezanom uz muzeje. Primarna djelatnost Galerije je organiziranje i promidžba velikih kulturoloških izložbi te tiskanje kataloga i ostalih promidžbenih materijala tematski vezanih uz sadržaj izložbi.

## Građa
Građa Galerije sadržajno je vezana uz likovne umjetnosti. Galerijski fond je razvrstan u šest zbirki. 
Muzejske zbirke Galerije Klovićevi dvori su: 
- Spomen zbirka dr. Vinka Perčića (slike, grafike, crteži i skulpture),
- Zbirka darovanih umjetnina (slike, skulpture, crteži i tapiserije),
- Zbirka Oskara Hermana (ulje, tempere, crteži i gvaševi ),
- Zbirka Slavka Kopača (crteži, grafike, kolaži i skulpture),
- Zbirka umjetničkih djela Josipa Crnoborija (ulja, crteži, skice i studije) te
- Zbirka umjetničkih radova Josipa Resteka (ulje, akvareli i grafičke mape)

## Usluge
Pružanje stručne pomoći iz područja djelatnosti muzeja, održavanje predavanja, vršenje stručnog vodstva, pružanje usluge informiranja vezano uz aktivnosti, organiziranje izložbi, objavljivanje stručnih publikacija.

## Vanjske poveznice
- Mrežne stranice Galerije Klovićevi dvori  Arhivirana inačica izvorne stranice od 17. veljače 2021. (Wayback Machine)